# Organização Mundial da Saúde Animal
A Organização Mundial da Saúde Animal, também conhecida pela sigla OIE, é uma organização intergovernamental, com sede em Paris, que sucedeu, em 2003, à antiga Organização Internacional das Epizootias (OIE), que havia sido criada em 1924 por um Acordo Internacional.
Tem como principal objectivo coordenar e incentivar, ao nível mundial, a informação, a investigação e a elaboração de normas sanitárias para o controle das epizootias. A OIE coopera estreitamente com outras organizações internacionais, nomeadamente do Sistema das Nações Unidas, e contava em janeiro de 2008 com 172 países e territórios membros.
A OIE mantém atualizada uma lista com doenças que os países devem obrigatoriamente notificar, se ocorrerem casos em seus territórios. Essas doenças são de grande importância econômica e/ou zoonoses perigosas.